# Gabbaï
Pour les articles homonymes, voir Gabbai (homonymie).
Le gabbaï est un homme s'occupant de la synagogue et plus de ce qu'il s'y passe, et c'est en fait ce qui le différencie du chamach. Effectivement, le chamach s'occupe plus des affaires techniques de la synagogue telles que les événements se déroulant à la synagogue ou encore les besoins vitaux de la synagogue tels que le nettoyage (par intermédiaire en général), l'électricité, l'eau, et aussi les besoins financiers de la synagogue. Le gabbaï, en revanche, s'occupera par exemple de nommer un 'Hazzan ou un lecteur de la Torah, ou alors de faire monter les fidèles à la Torah.

## Étymologie
L'expression de gabbai, vient de l'araméen, signifiant à l'époque talmudique, la personne chargée des taxes ou de la charité, ou trésorier